# Betty Heidler
Betty Heidler, nemška atletinja, * 14. oktober 1983, Vzhodni Berlin, Vzhodna Nemčija. 
Nastopila je na poletnih olimpijskih igrah v letih 2004, 2008 in 2012 v metu kladiva. Leta 2012 je osvojila bronasto medaljo, leta 2004 četrto, leta 2008 pa deveto mesto. Na svetovnih prvenstvih je osvojila naslov prvakinje leta 2007 ter dve srebrni medalji v letih 2009 in 2011, na evropskih prvenstvih pa naslov prvakinje leta 2010 in podprvakinje leta 2016. 21. maja 2011 je postavila nov svetovni rekord v metu kladiva z 79,42 m, veljal je dobra tri leta.